# Pavilly
Pour les articles homonymes, voir Pavilly (race de poule).
Pavilly [paviji] est une commune française située dans le département de la Seine-Maritime, en région Normandie.
Elle appartient à une agglomération d'environ 20 000 habitants en 2013, l'unité urbaine de Barentin.

## Géographie

### Localisation
| Limésy            | Sainte-Austreberthe | Goupillières |
| Mesnil-Panneville | Pavilly             | Fresquiennes |
| Bouville          | Barentin            |              |

### Hydrographie
La commune est située dans le bassin Seine-Normandie. Elle est drainée par l'Austreberthe, la Saffimbec et  et un autre petit cours d'eau,.
L'Austreberthe, d'une longueur de 18 km, prend sa source dans la commune de Sainte-Austreberthe et se jette  dans la Seine à Duclair, après avoir traversé sept communes. 

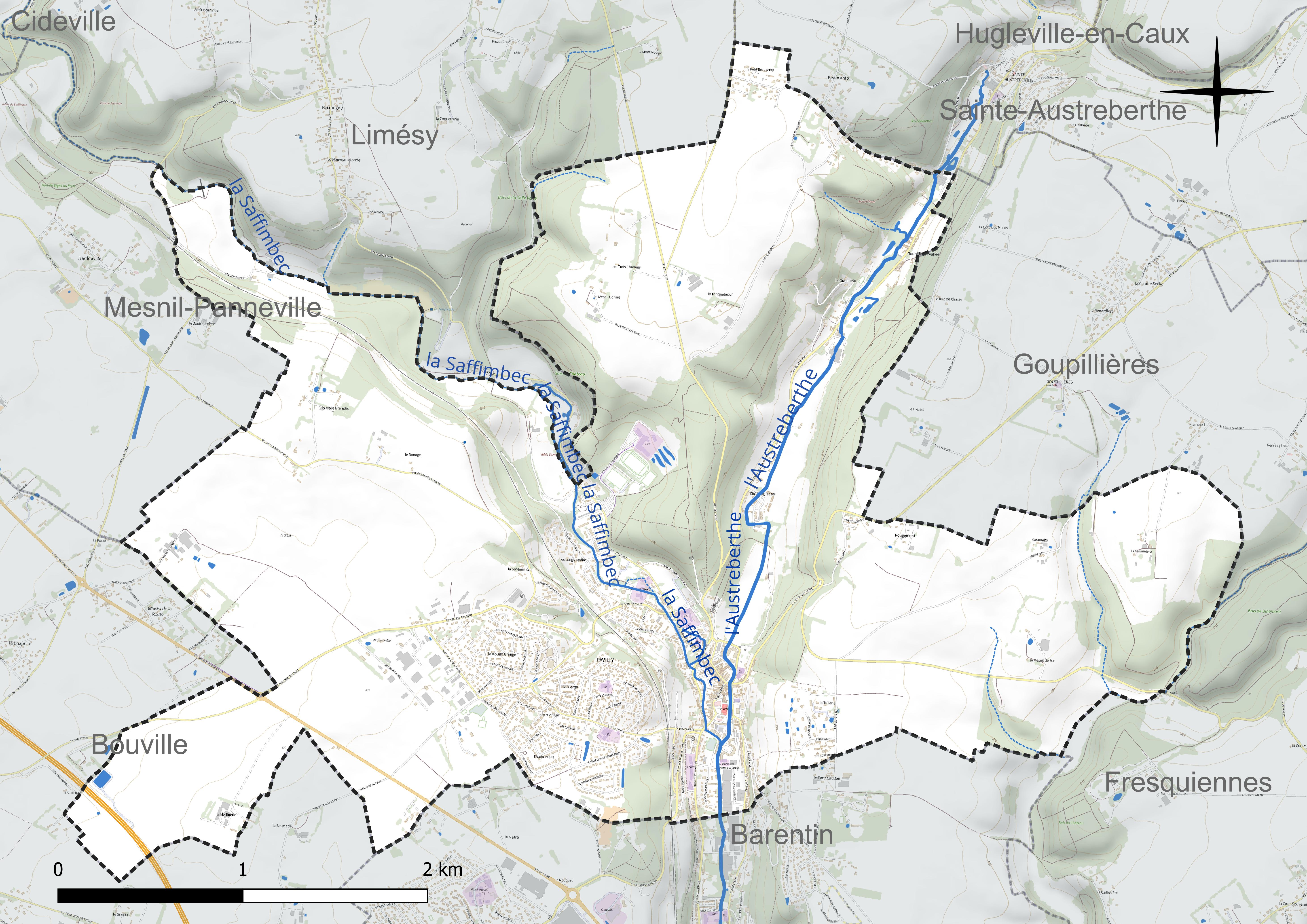
Réseau hydrographique de Pavilly.

### Climat
Pour des articles plus généraux, voir Climat de la Normandie et Climat de la Seine-Maritime.
En 2010, le climat de la commune est de type climat océanique franc, selon une étude du CNRS s'appuyant sur une série de données couvrant la période 1971-2000. En 2020, Météo-France publie une typologie des climats de la France métropolitaine dans laquelle la commune est exposée à un climat océanique et est dans la région climatique Côtes de la Manche orientale, caractérisée par un faible ensoleillement (1 550 h/an) ; forte humidité de l’air (plus de 20 h/jour avec humidité relative > 80 % en hiver), vents forts fréquents. Parallèlement le GIEC normand, un groupe régional d’experts sur le climat, différencie quant à lui, dans une étude de 2020, trois grands types de climats pour la région Normandie, nuancés à une échelle plus fine par les facteurs géographiques locaux. La commune est, selon ce zonage, exposée à un « climat maritime », correspondant au Pays de Caux, frais, humide et pluvieux, légèrement plus frais que dans le Cotentin.
Pour la période 1971-2000, la température annuelle moyenne est de 10,6 °C, avec une amplitude thermique annuelle de 13,7 °C. Le cumul annuel moyen de précipitations est de 860 mm, avec 13 jours de précipitations en janvier et 8,4 jours en juillet. Pour la période 1991-2020, la température moyenne annuelle observée sur la station météorologique la plus proche, située sur la commune d'Ectot-lès-Baons à 13 km à vol d'oiseau, est de 10,8 °C et le cumul annuel moyen de précipitations est de 905,5 mm,. Pour l'avenir, les paramètres climatiques de la commune estimés pour 2050 selon différents scénarios d'émission de gaz à effet de serre sont consultables sur un site dédié publié par Météo-France en novembre 2022.

## Urbanisme

### Typologie
Au 1er janvier 2024, Pavilly est catégorisée centre urbain intermédiaire, selon la nouvelle grille communale de densité à sept niveaux définie par l'Insee en 2022.
Elle appartient à l'unité urbaine de Barentin, une agglomération intra-départementale regroupant trois  communes, dont elle est une commune de la banlieue,,. Par ailleurs la commune fait partie de l'aire d'attraction de Rouen, dont elle est une commune de la couronne,. Cette aire, qui regroupe 317 communes, est catégorisée dans les aires de 200 000 à moins de 700 000 habitants,.

### Occupation des sols
L'occupation des sols de la commune, telle qu'elle ressort de la base de données européenne d’occupation biophysique des sols Corine Land Cover (CLC), est marquée par l'importance des territoires agricoles (63,3 % en 2018), en diminution par rapport à 1990 (67,9 %). La répartition détaillée en 2018 est la suivante : 
terres arables (44,5 %), forêts (21,2 %), zones urbanisées (15,5 %), prairies (13,3 %), zones agricoles hétérogènes (5,6 %). L'évolution de l’occupation des sols de la commune et de ses infrastructures peut être observée sur les différentes représentations cartographiques du territoire : la carte de Cassini (XVIIIe siècle), la carte d'état-major (1820-1866) et les cartes ou photos aériennes de l'IGN pour la période actuelle (1950 à aujourd'hui).

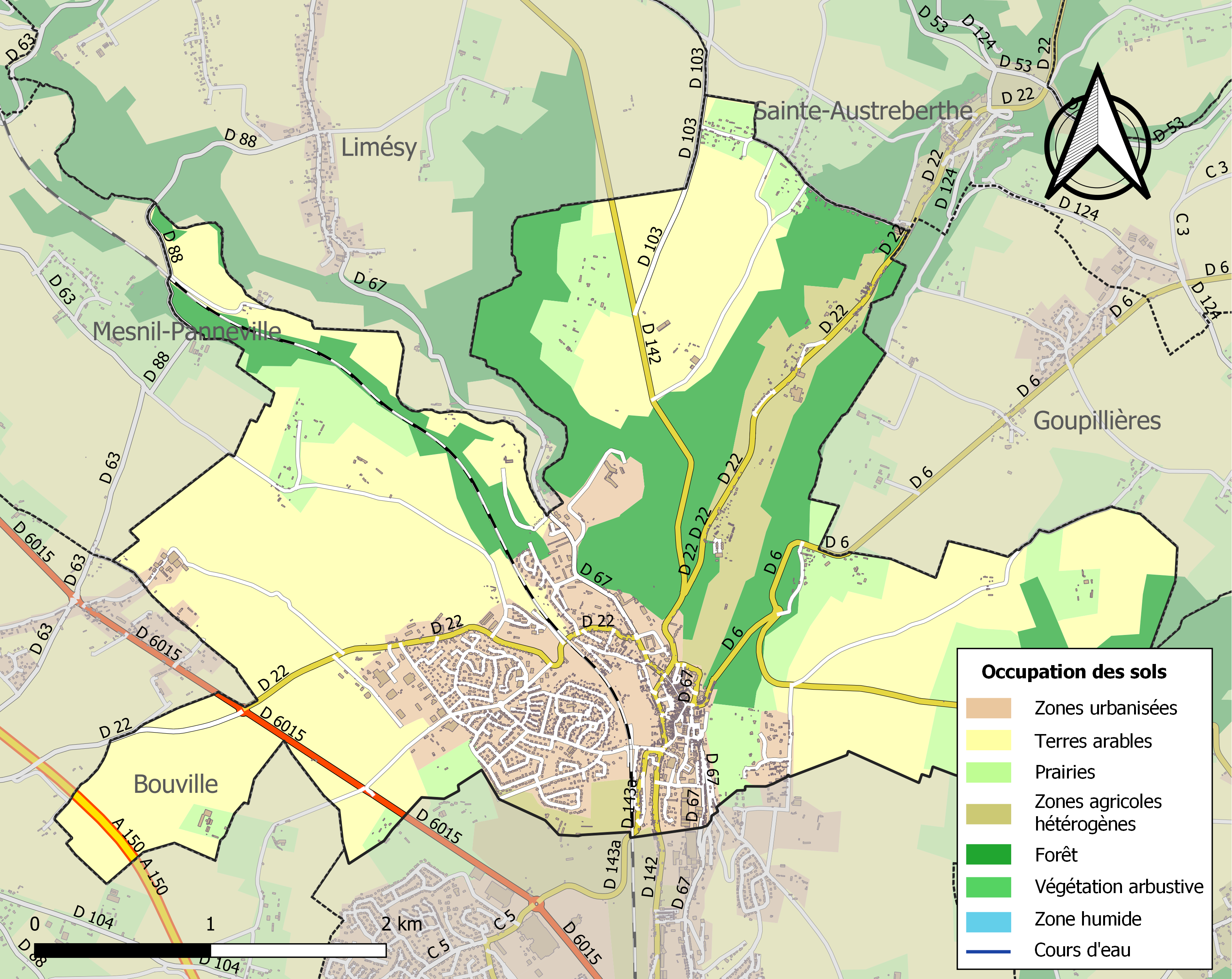
Carte des infrastructures et de l'occupation des sols de la commune en 2018 (CLC).

### Voies de communication et transports
La commune est desservie par la gare de Pavilly.
Elle est aussi desservie par la ligne de car régional Nomad 526 qui va de Yerville à Rouen.

## Toponymie
Le nom de la localité est attesté sous les formes Pauliaco vers 1023, Paviliaco, Paviliaci vers 1060.
Pavilly est issu du celte Pauliacum, ce nom est formé par l'association du mot celtique poul ou pouilli, signifiant « fosse ou trou », et du suffixe acum.

## Histoire
Un marché important se tenait au XIXe siècle et au XXe siècle qui ravitaillait Rouen en volailles, boucherie, fruits et légumes, etc. La poule de Pavilly, sélectionnée dans la région, doit son nom au bourg de Pavilly.
Le 13 septembre 1888, la ville reçoit le président Carnot.

## Politique et administration

### Tendances politiques et résultats
La voie verte reliant Pavilly à Villers-Écalles a été baptisée du nom du défunt maire de la commune entre 2001 et 2016.

### Liste des maires
| Période                                  | Période                    | Identité                              | Étiquette | Qualité |
| ---------------------------------------- | -------------------------- | ------------------------------------- | --------- | --- |
| Les données manquantes sont à compléter. |                            |                                       |           | |
| 1788                                     |                            | Baron d'Esneval                       |           | Président de l'Assemblée municipale |
| 7 mars 1790                              |                            | Jean François Outin                   |           | |
| 1790                                     |                            | Jean Ligois                           |           | |
| 20 février 1793                          |                            | Ange Marie Filleul                    |           | |
| An III                                   |                            | Joseph Harel                          |           | |
| 25 brumaire an IV                        |                            | Despreaux                             |           | |
| An IV                                    |                            | Jean François Outin                   |           | |
| 1796                                     |                            | Dessaux                               |           | |
| 12 juin 1808                             | 1811                       | Esprit Marie Robert Le Roux d'Esneval |           | |
| 1819                                     |                            | Sannois                               |           | |
| 1830                                     |                            | Jean-Martin Lasne                     |           | |
| 1837                                     |                            | jacques Hippolyte Lemercier           |           | |
| 1837                                     |                            | Charles Barré                         |           | |
| 1844                                     |                            | Ange Lenouvel                         |           | |
| 1846                                     |                            | Lemassons                             |           | |
| 1848                                     |                            | André Julien Adam                     |           | |
| 1848                                     |                            | Adrien Bézuel                         |           | |
| 1853                                     |                            | Lenouvel                              |           | |
| 1859                                     |                            | Raoul Bézuel                          |           | |
| 1867                                     |                            | Baron André Adam                      |           | |
| 1868                                     |                            | Valin                                 |           | |
| 1870                                     |                            | Honoré Fauvel                         |           | |
| 1871                                     |                            | Bézuel d'Esneval                      |           | |
| 1876                                     |                            | Honoré Fauvel                         |           | |
| 1887                                     | 1897                       | Joseph Bénard                         |           | |
| 23 mai 1897                              | 19 juin 1900               | Adolphe Lasne                         |           | |
| 1900                                     | 1908                       | Joseph Dépinay                        |           | |
| 3 mai 1908                               | 19 mai 1927                | Jean Maillard                         |           | Industriel |
| 1927                                     | 1944                       | Léopold Airault                       |           | |
| 1944                                     | 1945                       | René Lecaulle                         |           | |
| 1945                                     | 1946                       | Désiré Briand                         |           | |
| 1946                                     | 1947                       | Charles Héricher                      |           | |
| 1947                                     | 1949                       | Sénateur Leblond                      |           | |
| 1949                                     | 1953                       | Bernard Braun                         |           | |
| 1953                                     | 1960                       | Roger Manteau                         |           | |
| 1960                                     | juin 1995                  | Bernard Guesdon                       | DVD       | Pharmacien |
| juin 1995                                | mars 2001                  | Jean-Claude Bateux                    | PS        | Professeur de collège Député de la 5e circonscription de la Seine-Maritime (1981 → 1986 puis 1988 → 2007) Conseiller régional de Haute-Normandie (1986 → 1988) Conseiller général du canton de Pavilly (1979 → 1992) |
| mars 2001                                | 8 novembre 2016            | Claude Lemesle                        | DVD       | Retraité Décédé en fonction |
| 25 novembre 2016                         | En cours (au 10 août 2020) | François Tierce                       | SE        | Ex-directeur de région dans l’industrie pharmaceutique, retraité Réélu pour le mandat 2020-2026, |

## Population et société

### Démographie
L'évolution du nombre d'habitants est connue à travers les recensements de la population effectués dans la commune depuis 1793. Pour les communes de moins de 10 000 habitants, une enquête de recensement portant sur toute la population est réalisée tous les cinq ans, les populations de référence des années intermédiaires étant quant à elles estimées par interpolation ou extrapolation. Pour la commune, le premier recensement exhaustif entrant dans le cadre du nouveau dispositif a été réalisé en 2005.

En 2022, la commune comptait 6 095 habitants, en évolution de −2,98 % par rapport à 2016 (Seine-Maritime : +0,35 %, France hors Mayotte : +2,11 %).
| 1793  | 1800  | 1806  | 1821  | 1831  | 1836  | 1841  | 1846  | 1851  |
| ----- | ----- | ----- | ----- | ----- | ----- | ----- | ----- | ----- |
| 1 925 | 1 960 | 1 577 | 1 690 | 1 991 | 2 236 | 2 628 | 3 008 | 3 162 |

| 1856  | 1861  | 1866  | 1872  | 1876  | 1881  | 1886  | 1891  | 1896  |
| ----- | ----- | ----- | ----- | ----- | ----- | ----- | ----- | ----- |
| 2 787 | 3 207 | 3 070 | 2 822 | 2 904 | 2 739 | 2 849 | 2 957 | 2 943 |

| 1901  | 1906  | 1911  | 1921  | 1926  | 1931  | 1936  | 1946  | 1954  |
| ----- | ----- | ----- | ----- | ----- | ----- | ----- | ----- | ----- |
| 3 022 | 3 178 | 3 328 | 3 532 | 3 860 | 3 979 | 3 830 | 4 006 | 4 351 |

| 1962  | 1968  | 1975  | 1982  | 1990  | 1999  | 2005  | 2006  | 2010  |
| ----- | ----- | ----- | ----- | ----- | ----- | ----- | ----- | ----- |
| 4 276 | 5 024 | 5 593 | 5 442 | 5 729 | 6 140 | 6 063 | 6 058 | 6 226 |

| 2015  | 2020  | 2022  | - | - | - | - | - | - |
| ----- | ----- | ----- | - | - | - | - | - | - |
| 6 345 | 6 164 | 6 095 | - | - | - | - | - | - |

### Médias
- Le quotidien Paris Normandie et l'hebdomadaire Le Courrier cauchois relatent les informations locales.
- La commune est située dans le bassin d'émission de la chaîne de télévision France 3 Normandie.

## Culture locale et patrimoine

### Lieux et monuments
- Église Notre-Dame-de-l'Assomption de Pavilly.
- Abbaye de Pavilly

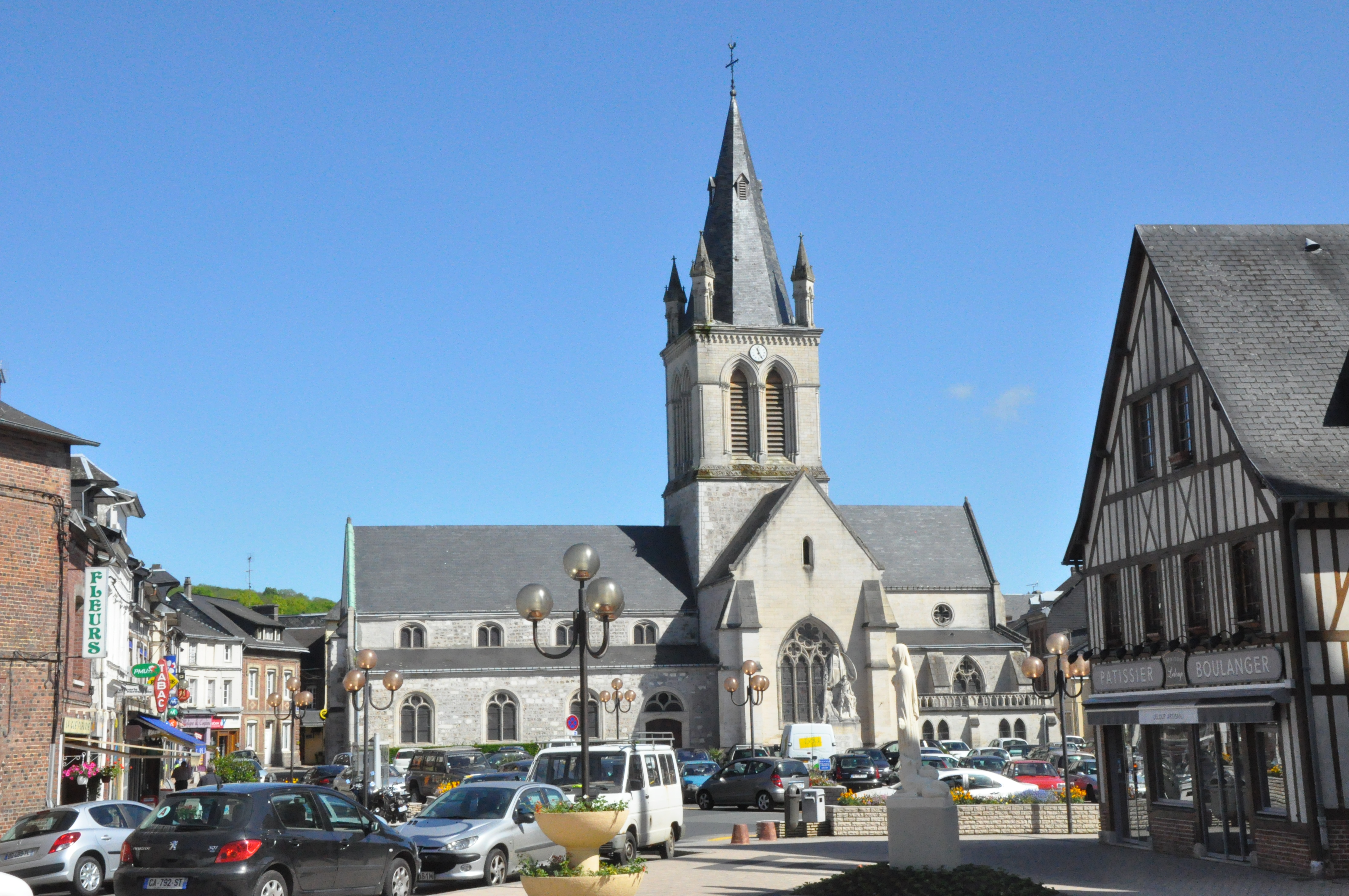
Place de l'Église.

  - La chapelle Sainte-Austreberthe (XIe siècle) fait l’objet d’une inscription au titre des monuments historiques depuis le 26 mars 1934[28].
- Le château d'Esneval (XVe – XVIIIe siècle)[29] fait l’objet d’un classement au titre des monuments historiques depuis le 2 mars 1970[30].

### Personnalités liées à la commune
- Sainte Austreberthe (née à Thérouanne, actuel Pas-de-Calais, en 633, morte à Pavilly, le 10 février 704), première abbesse de l'abbaye de Filles de Pavilly.
- Toussaint Charpentier (1611-1683).
- Jacques Salbigoton Quesné (1798-1859), homme de lettres, y est né.
- Gaston Loir (1868-1922), artiste peintre, y est né.
- Jean Maillard (1879-1927), homme politique, y est mort.
- Robert Lecourt (1908-2004), homme politique, y est né.
- Roger Fossé (1920-1996), homme politique, y est né.

### Héraldique
| Armes de Pavilly | Les armes de la commune de Pavilly se blasonnent ainsi : Écartelé : au 1) d’azur à la croix fleurdelysée d’or au 2) de sable à la crosse contournée d’or, au loup couché d’argent brochant sur le tout au 3) de sable à l’abeille d’argent au 4) palé d’or et d’azur au chef de gueules. |